# Marcos Moshinsky
Marcos Moshinsky Borodiansky (Kiev, 20 de abril de 1921-Ciudad de México, 1 de abril de 2009), conocido como Marcos Moshinsky, fue un físico mexicano de origen judío y ucraniano cuyas investigaciones en el campo de la física nuclear lo hicieron acreedor al Premio Príncipe de Asturias de Investigación Científica y Técnica, en 1988.[cita requerida]

## Semblanza biográfica
Nació el 20 de abril de 1921 en la ciudad de Kiev (Ucrania, en ese entonces parte de la URSS) en el seno de un matrimonio de origen judío. A la edad de tres años emigró como refugiado a México, país donde realizó sus estudios y en donde se le otorgó la ciudadanía en 1942. Tras obtener la licenciatura en física en la Universidad Nacional Autónoma de México, se doctoró en la Universidad de Princeton (Estados Unidos) bajo la supervisión de Eugene Paul Wigner (véase Premio Nobel de Física).
En la década de los cincuenta dedicó sus investigaciones al estudio de las reacciones nucleares y a la estructura de los núcleos atómicos, donde introdujo el concepto de paréntesis de transformación para funciones de oscilador armónico, el cual, al igual que las tablas que elaboró en colaboración con Tomás Brody, ha facilitado los cálculos en el modelo de capas del núcleo y se ha convertido en referencia indispensable para la comprensión de las estructuras nucleares. Conoció al físico Albert Einstein y con él realizó algunos estudios.
Tras realizar estudios postdoctorales en el Instituto Henri Poincaré de París, regresó a la capital mexicana para laborar como catedrático en la Universidad Nacional Autónoma de México. En 1967 fue elegido presidente de la Sociedad Mexicana de Física y en 1972 fue admitido a El Colegio Nacional, institución esta última en donde continuó presentando u organizando presentaciones para la divulgación de su disciplina. Fue editor de varias revistas científicas internacionales y autor de más de doscientas publicaciones técnicas y de cuatro libros.
En 1961 fue ganador del Premio de Investigación de la Academia Mexicana de Ciencias. En 1968 recibió el Premio Nacional de Ciencias y Artes, en 1971 el Premio Luis Elizondo, en 1985 el Premio Universidad Nacional (UNAM) de Ciencias Exactas (el cual donó a los damnificados del sismo de septiembre de ese mismo año), en 1997 el Premio en Ciencias de la Unesco, y en 1988 el Premio Príncipe de Asturias de Investigación Científica y Técnica. Fue miembro del Consejo Consultivo de Ciencias de la Presidencia de la República y fue nombrado Investigador Nacional Emérito por el Sistema Nacional de Investigadores de México en 1996.
Adicionalmente a su trabajo como físico, Moshinsky escribió semanalmente una columna en el periódico Excélsior, en donde mantuvo una posición conservadora respecto a la política mexicana.

“Gracias a la ciencia, podemos protegernos de las calamidades naturales, las inundaciones, huracanes, tornados. Pero el peligro más grande para el futuro de la humanidad son los seres humanos. La falta de convivencia. Si pudiéramos tener la misma confianza para resolver la discordia con la que podemos enfrentar los fenómenos naturales y las enfermedades, las condiciones de vida serían más satisfactorias para todos.”

Residía en México, muy cerca de las instalaciones de la Ciudad Universitaria, en donde durante muchos años dio clases en el Instituto de Física. Moshinsky estuvo casado dos veces, su primera esposa fue Elena Aizen y su segunda esposa, Esperanza del Río.

## Medalla Marcos Moshinsky
El Instituto de Física de la UNAM otorga anualmente la Medalla Marcos Moshinsky a quien haya destacado por sus trabajos originales en el campo de la Física teórica y que residan en México.